# 태풍 노을 (2015년)
태풍 노을 (태풍 번호: 1506, JTWC 지정 번호: 06W, 국제명:NOUL) 은 2015년 5월 4일부터 5월 12일까지 활동했고, 최저기압 915 hPa를 기록했던 2015년의 제6호 태풍이다. 5등급의 슈퍼 태풍(SSHS)이다. 필리핀과 대만, 일본에 영향을 주었다. 노을은 조선민주주의인민공화국에서 제출한 이름으로 노을을 의미한다.

## 개요
제6호 태풍 노을은 5월 4일 오전 3시에 중심기압 1000hPa, 최대풍속 18m/s, 강풍 반경 220km, 크기 '소형'의 열대폭풍으로 미국 괌 남서쪽 약 600km 부근 해상에서 발생하였다.(일본 기상청 태풍정보 기준) 발생 이후 서~서북서진하며 더디게 발달했지만 필리핀에 접근하며 급발달해서 5월 10일 오전 9시에 필리핀 마닐라 북동쪽 약 370km 부근 해상에서 중심기압 915hPa, 최대풍속 54m/s, 강풍 반경 280km의 세력 '맹렬함', 크기 '소형'(일본 기상청 태풍정보 기준)의 태풍으로 최성기를 맞이하였고, 최성기 세력으로 필리핀 루손섬 북동쪽 해안을 스쳐 지나갔다. 루손 해협을 가로지르는 북위 20도선에서 북동진으로 전향했고, 일본 오키나와 지역을 지나가면서 급속한 약화와 온대저기압화가 같이 진행되었다. 한국 기상청 기준으로는 5월 12일 오후 3시에 일본 가고시마 동남동쪽 약 200km 부근 해상에서 중심기압 996hPa의 온대저기압으로 변질되었다. 일본 기상청 기준으로는 5월 12일 오후 6시에 일본 가고시마 북동쪽 약 330km 부근 해상에서 중심기압 994hPa의 온대저기압으로 변질되었다. 

## 같이 보기
- 2015년 태풍